# Ouray City Hall and Walsh Library
Die Ouray City Hall and Walsh Library ist ein im National Register of Historic Places aufgeführtes Doppelgebäude in Ouray (Colorado) und Sitz der Verwaltung des Ouray County.

## Geschichte
Sie wurde 1899 als kleinere Nachbildung der Independence Hall in Philadelphia mit Uhr- und darauf aufsitzendem Glockenturm erbaut. Neben den Amtsräumen für die Stadtverwaltung enthielt das ursprünglich einstöckige Gebäude Gefängniszellen und eine Feuerwache. Thomas Walsh, Entdecker einer der größten Goldminen der Vereinigten Staaten und Besitzer der nahegelegenen Camp Bird Mine, stiftete einen Ausbau der Ouray City Hall and Walsh Library auf zwei Etagen. Im zweiten Stock wurde eine Bibliothek eingerichtet. 
Im Januar 1950 zerstörte ein Brand das Gebäude weitestgehend. In drei Jahren bauten Freiwillige das Gebäude zweckmäßig wieder auf, verzichteten dabei aber auf die Fassade im Stil der Independence Hall. Am 16. April 1975 wurde die Ouray City Hall and Walsh Library in das National Register of Historic Places aufgenommen. 1983 wurde ein Anbau vorgenommen, in dem sich Rettungsdienste und ein Bürgerzentrum befinden. 1988 stellte man die historische Außenfassade sowie den Uhr- und Glockenturm wieder her. Die beim Brand von 1950 unbrauchbar gewordene Glocke ist vor den Räumen der Stadtverwaltung ausgestellt.